# Krzywiczki (gmina)
Krzywiczki (do 1874 Chełm) – dawna gmina wiejska istniejąca w latach 1874–1954 na Lubelszczyźnie. Siedzibą gminy były Krzywiczki (w latach 1945–54 Pokrówka).
Gmina Krzywiczki powstała w 1874 roku, w Królestwie Polskim, w powiecie chełmskim w guberni lubelskiej z obszaru dotychczasowej gminy Chełm; w latach 1912–1915 jako część guberni chełmskiej.
W 1919 roku gmina weszła w skład woj. lubelskiego. 
W 1924 roku w skład gminy wchodziły: 
- wsie: Bieławin, Depułtycze Królewskie, Depułtycze Ruskie, Koza-Gotówka, Krzywice, Krzywiczki, Okszów, Pokrówka Nowa, Pokrówka Stara, Rożdżałów, Rożdżałów-Łanowe Sołtysy, Rudka, Serebryszcze, Stańków, Strachosław, Strupin Duży, Strupin-Łanowe Sołtysy, Weremowice, Wolwinów, Zagroda Uherska, Zawadówka, Żółtańce
- kolonie: Depułtycze Królewskie-Kolonia, Gotówka, Karolinów, Krzywice-Kolonia, Ludwinów, Okszów-Kolonia, Pokrówka, Rożdżałów-Kolonia, Strupin Mały, Trubakówka, Wojniaki, Wolwinów, Żółtańce,
- osady: Podborcze, Weremowice, Zawadówka,
- osada młyńska: Udalec,
- osada leśna: Wolwinów,
- folwarki: Antonin, Depułtycze Ruskie, Koza-Gotówka, Serebryszcze, Starostwo, Uher,
- leśniczówka: Kumowa Dolina, Posada-Janów, Weresce,
- cegielnia: Okszów[8].

Do 1933 roku ustrój gminy Krzywiczki kształtowało zmodyfikowane prawo zaborcze. Podczas okupacji gmina należała do dystryktu lubelskiego (w Generalnym Gubernatorstwie). W 1945 roku siedzibę gminy przeniesiono z Krzywiczek do Pokrówki.
Według stanu z dnia 1 lipca 1952 roku gmina Krzywiczki składała się z 32 gromad. Jednostka została zniesiona 29 września 1954 roku wraz z reformą wprowadzającą gromady w miejsce gmin. Po reaktywowaniu gmin z dniem 1 stycznia 1973 roku gminy Krzywiczki nie przywrócono, a jej dawny obszar wszedł w skład gminy Chełm z siedzibą w Pokrówce.